# Tarbisu
Tarbisu (moderno Xerife Cã, Província de Nínive, Iraque) foi uma cidade antiga a cerca de três milhas ao norte de Nínive.

## História
Tarbisu era uma cidade menor até que o controle do Império Assírio foi transferido para
a vizinha Nínive por Senaqueribe. Dois palácios foram construídos lá, um por Assaradão
para seu filho e príncipe herdeiro, Assurbanípal. Dois templos foram encontrados no local, sendo um o templo de Nergal, construído por Senaqueribe e adicionado por Assurbanípal. Um dos portões na parede noroeste de Nínive recebeu o nome de Nergal e a estrada desse portão para Tarbisu foi totalmente pavimentada em pedra por Senaqueribe.
Tarbisu foi capturado pelos medos, liderados por Ciaxares no 12º ano de Nabopolassar, rei da Babilônia, e desapareceu junto com o Império Assírio.
Tarbisu foi escavado por Austen Henry Layard e depois por Sir Henry Rawlinson sob os auspícios do Museu Britânico em meados do século XIX.